# 연합, 진보, 민주주의
연합, 진보, 민주주의(스페인어: Unión, Progreso y Democracia) (連合・進歩・民主主義)는 스페인의 중도주의 정당이다.